# Messum-Krater

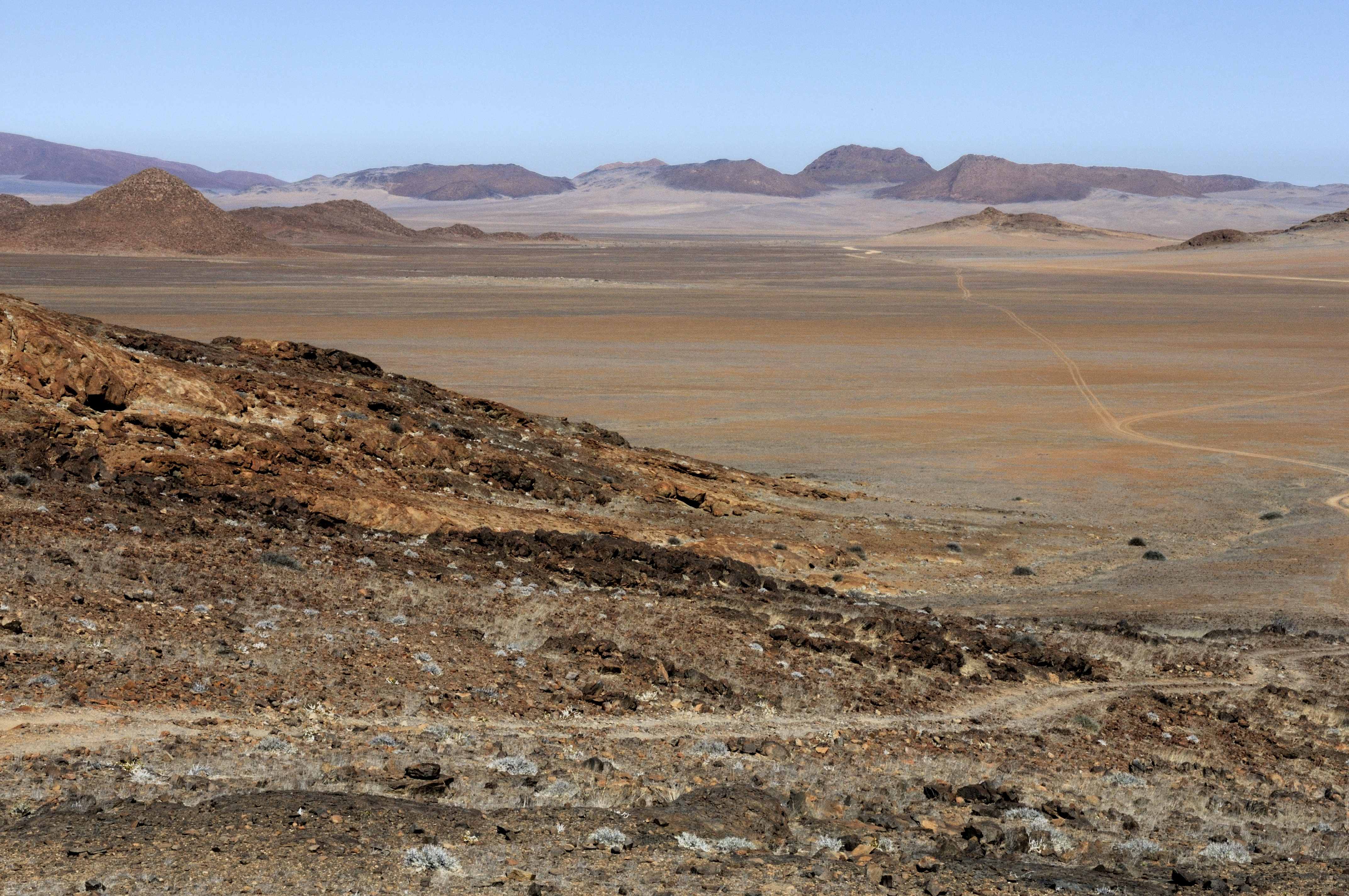
Messum-Krater (2012)

Der Messum-Krater ist ein Vulkankrater in der Region Erongo, Damaraland, Namibia. 

## Geologie
Die Formation entstand vor ca. 130 Mio. Jahren im Zusammenhang mit dem Auseinanderbrechen des Gondwana-Kontinents. Der Wall, der den Messum-Trichter umgibt, wird von einer ringförmigen Hügelkette gebildet, die einen Durchmesser von ca. 22 km besitzt und ihre Umgebung um ca. 200 Meter überragt. Die Formation besteht aus den ehemaligen Zufuhrkanälen des Vulkans, der nach seiner Entstehung erodiert wurde. Messum besteht aus einem Kern aus Syeniten und Monzoniten, die entweder Quarz oder Foide führen. Der Kern ist ringförmig umgeben von zwei Generationen von Olivin-führenden Gabbros, die im östlichen Teil des Kraters mit Graniten assoziiert sind. Außerdem kommen vereinzelt Basalt und Rhyolith vor.

## Entdeckung
Der Name des Kraters geht auf den britischen Kapitän William Messum zurück, der Mitte des 19. Jahrhunderts das Gebiet um das Brandbergmassiv erkundete.
Der Geologe Henno Martin kartierte 1939 den Krater.

## Flora und Fauna
In der Region leben viele verschiedene Arten von Skorpionen und Spinnen, wie z. B. die handtellergroße Walzenspinne.